# 朱承志
朱承志（1950年10月18日—），中国湖南省邵陽市人，著名維權人士。他原為一個富宁板仑各门錳礦的礦主，曾擁有百萬元資產，其後其礦場遭拍檔侵吞，更被「惡人先告狀」反指他侵吞礦場，被法院判敗訴，而當他意圖上訪時，被公安政法機關拘禁，令他踏上維權之路。後來朱承志認識了民運人士李旺陽，並作為中間人安排李旺陽接受傳媒採訪，因而廣為外界認識。

## 生平
朱承志早年與友人合資在雲南經營錳礦場，其後被新加入的拍檔施計奪去礦場，而對方更搶先入稟法院狀告朱承志侵吞礦場。結果，朱承志被判敗訴，多年資產化為烏有。他多次向公安廳投訴均不獲受理，只好進京上訪，卻遭關押40天。
自從朱承志在網上組織民間維權運動，包括聲援揭破公安姦殺民女的「福州三網友」，又不時冒險到醫院探望近乎失聰失明的同鄉兼同窗「六四鐵漢」李旺陽，並協助香港媒體為李作生前唯一一次專訪，如今自己卻身陷囹圄。
朱承志懷疑因為在李旺陽被殺後拍攝他被佈局自殺的短片，一直受到湖南省公安廳的針對。其後當他到李旺陽的靈堂悼念後，被湖南當局軟禁家中。由於他拒絕在「不再關注李旺陽死亡事件保證書」上簽字，6月被湖南省公安廳以「擾亂社會治安」之名拘留；其家人於7月25日收到朱承志的逮捕通知書，指朱承志被省公安控以「煽動顛覆國家政權罪」。
据微博暴料，朱已经于2013年2月1日被释放回家过年。
2013年3月，朱承志被邵阳国保秘密押走监视居住。
2013年9月与谭作人，艾晓明共同荣获中国民主教育基金会颁发的2012年度杰出民主人士奖。